# Ljepota
Ljepota je estetska kategorija koja tradicionalno označava savršenstvo sklada.
U svakodnevnici ljepotom se najčešće naziva svojstvo osobe, predmeta ili ideje koje nas ispunjava osjećajem ugodnosti. U filozofiji ljepota je jedna od temeljnih kategorija kojima se označavaju temeljna svojstva bića. Grana filozofije koja se bavi ljepotom kao svojim predmetom se naziva estetika.
Ideal ljepote ovisi o kulturnom kontekstu, a u okviru iste kulture se često mijenja tijekom vremena. Ne postoji jedinstveno objašnjenje ljepote, a brojni pokušaji definiranja najviše govore o njenoj zagonetnosti.